# Vists församling, Vilske härad
Vists församling var en församling  i Skara stift i nuvarande Falköpings kommun. Församlingen uppgick senast 1690 i Floby församling.

## Administrativ historik
Församlingen har medeltida ursprung och uppgick senast 1690 i Floby församling, efter att före dess ingått i samma pastorat.